# Julio Pérez (militar)
Julio M. Pérez (4 de agosto de 1936-28 de junio de 2014, Buenos Aires)  fue un militar e ingeniero argentino. Se destacó como jefe del Taller Central de Misiles de la Armada Argentina y como docente de diversos institutos y universidades.

## Biografía
Se graduó como ingeniero electromecánico (orientación electrónica), graduado en la Facultad de Ingeniería de la Universidad de Buenos Aires, Argentina. Obtuvo un título de posgrado en Ingeniería Aeroespacial, de la Scuola d'Ingegneria Aerospaziale de la Universidad de Roma, Italia. Desarrolló en forma completa la carrera de Oficial de Marina, Cuerpo Comando, Escalafón Ejecutivo en la Armada Argentina hasta el grado de Contralmirante VGM (Veterano de la guerra de las Malvinas), con el que obtuvo su retiro.
De su actuación técnica se destacan desarrollos relacionados con el satélite San Marcos II de la referida universidad europea.
Ocupó la jefatura del Taller Central de Misiles donde los técnicos efectuaron el diseño, construcción y operación de un sistema para el emplazamiento terrestre de un lanzador de misiles Exocet MM-38, conocido como ITB, de exitoso desempeño durante la guerra de las Malvinas al dejar fuera de combate al destructor HMS Glamorgan
. Aquel logro tecnológico le valió condecoraciones de la Armada Argentina y del Congreso de la Nación. Fue Agregado Naval en Francia, haciéndose acreedor de condecoración y miembro de la Association Nationale des Membres de l'Ordre national du Mérite.
Tuvo experiencia docente como profesor en varios institutos y universidades argentinas. Fue profesor del Instituto Superior de Electrónica, Profesor de Teoría de Sistemas del ITBA - Instituto Tecnológico de Buenos Aires, y profesor de Teoría de los Circuitos y Física Electrónica en Facultades Regionales de la UTN - Universidad Tecnológica Nacional, entre otros.
Ocupó cargos académicos como Director de la Escuela de Posgrado del ITBA y Director del Centro de Extensión de la Universidad Austral. Se desempeñó como Rector del Instituto Universitario Naval (INUN), dependiente de la Armada Argentina.
Fue autor de numerosos artículos y libros, entre los que se destacan los textos universitarios "Teoría de Circuitos", "Matemática discreta y Algoritmos" y "Técnicas digitales y Microcircuitos".